# Pygopleurus anemoninus
Pygopleurus anemoninus es una especie de coleóptero de la familia Glaphyridae.

## Distribución geográfica
Habita en Grecia y Turquía.